# Instytut Historii Uniwersytetu Jana Kochanowskiego w Kielcach
Instytut Historii Uniwersytetu Jana Kochanowskiego w Kielcach – jednostka organizacyjna Wydziału Humanistycznego Uniwersytetu Jana Kochanowskiego w Kielcach.
Instytut Historii powstał 14 lutego 1976 na bazie powołanego sześć lat wcześniej Samodzielnego Zakładu Historii. Na przestrzeni lat mieścił się w budynkach przy ul. Leśnej 16, Okrężnej 4, Krakowskiej 11 i w kamienicy przy zbiegu ul. Prostej i Śniadeckich. W 1991, po trwającym kilka tygodni strajku okupacyjnym pracowników i studentów oraz mediacjach ministra Henryka Samsonowicza, otrzymał gmach przy ul. Żeromskiego 5.
Instytut prowadzi studia na kierunkach: historia, organizacja turystyki historycznej i militarystyka historyczna. Rada Wydziału Humanistycznego uzyskała uprawnienia do nadawania stopni naukowych: doktora (1989) i doktora habilitowanego (2002) nauk humanistycznych w zakresie historii. Może także występować z wnioskiem o nadanie tytułu naukowego profesora.
W siedmiu zakładach Instytutu Historii zatrudnionych jest 11 profesorów tytularnych, 15 doktorów habilitowanych i 6 doktorów.
Instytut Historii Uniwersytetu Jana Kochanowskiego wydaje od 1999 „Almanach Historyczny” (będący kontynuacją ukazujących się od 1976 „Kieleckich Studiów Historycznych”), a od 2000 czasopismo naukowe pt. „Między Wisłą a Pilicą. Studia i materiały historyczne”.

## Poczet kierowników i dyrektorów
1. dr hab. Zenon Guldon (1970–1974)
2. prof. dr hab. Wacław Urban (1974–1981)
3. dr hab. Józef Ławnik (1981–1984)
4. dr hab. Stefan Iwaniak (1984–1986)
5. prof. dr hab. Józef Ławnik (1986–1988)
6. dr hab. Adam Massalski (1988–1996)
7. prof. dr hab. Wiesław Caban (1996–1999)
8. dr hab. Jacek Wijaczka (1999–2001)
9. prof. dr hab. Wiesław Caban (2001–2005)
10. dr hab. Jadwiga Muszyńska (2005–2008)
11. prof. dr hab. Waldemar Kowalski (2008–2012)
12. dr hab. Beata Wojciechowska (2012–2020)
13. dr hab. Jerzy Gapys (2020-2024)
14. dr hab. Jacek Pielas (od 2024)

## Władze Instytutu
W kadencji 2024–2028:
| Stanowisko                         | Imię i nazwisko        |
| ---------------------------------- | ---------------------- |
| Dyrektor                           | dr hab. Jacek Pielas   |
| Zastępca Dyrektora                 | dr hab. Lucyna Kostuch |
| Zastępca Dyrektora ds. Kształcenia | dr hab. Mariusz Nowak  |

## Struktura organizacyjna

### Zakład Historii XIX Wieku
Samodzielni pracownicy naukowi:
- prof. dr hab. Stanisław Wiech – kierownik Zakładu
- prof. dr hab. Jerzy Zbigniew Pająk
- dr hab. Jacek Legieć
- dr hab. Mariusz Nowak
- dr hab. Jacek Rodzeń
- dr hab. Katarzyna Ryszewska
- prof. dr hab. Wiesław Caban (profesor emerytowany)
- prof. dr hab. Adam Massalski (profesor emerytowany)

### Zakład Historii XX i XXI Wieku
Samodzielni pracownicy naukowi:
- prof. dr hab. Marek Przeniosło – kierownik Zakładu
- dr hab. Jerzy Gapys
- dr hab. Ryszard Gryz
- dr hab. Edyta Majcher-Ociesa
- dr hab. Lidia Michalska-Bracha
- dr hab. Grzegorz Miernik
- dr hab. Anita Młynarczyk-Tomczyk
- prof. dr hab. Regina Renz (profesor emerytowana)
- prof. dr hab. Hanna Wójcik-Łagan (profesor emerytowana)

### Zakład Badań Przemian Kulturowych i Nauki
Samodzielni pracownicy naukowi:
- dr hab. Jacek Pielas – kierownik Zakładu
- prof. dr hab. Beata Wojciechowska
- dr hab. Lucyna Kostuch
- dr hab. Sylwia Konarska-Zimnicka
- dr hab. Katarzyna Justyniarska-Chojak
- dr hab. Szymon Kazusek

### Pracownia Dziejów Społeczeństwa i Kultury Epoki Przedindustrialnej
Samodzielni pracownicy naukowi:
- dr hab. Szymon Orzechowski – kierownik Pracowni
- prof. dr hab. Krzysztof Bracha
- prof. dr hab. Waldemar Kowalski
- dr hab. Anna Jabłońska